# فيريرا دي كاسترو
فيريرا دي كاسترو Ferreira de Castro (1898 – 1974) هو كاتب وصحفي برتغالي. هاجر إلى البرازيل في سن الثانية عشرة، وعمل لمدة أربع سنوات في مزرعة مطاط، وألهمته تلك الفترة أشهر كتبه A Selva. عاد إلى البرتغال في عام 1919 وبدأ العمل في الصحافة، وكان معارضا بارزا لأنتونيو سالازار. اشتهر أيضا بأدب الرحلات وذلك من خلال كتابه A Volta ao Mundo.

## روابط خارجية
- فيريرا دي كاسترو على موقع IMDb (الإنجليزية)
- فيريرا دي كاسترو على موقع الموسوعة البريطانية (الإنجليزية)
- فيريرا دي كاسترو على موقع قاعدة بيانات الفيلم (الإنجليزية)